# Yyteri
Yyteri (schwedisch: Ytterö) ist der Stadtteil Nummer 60 der finnischen Stadt Pori in der Landschaft Satakunta. Bekannt ist der Ort vor allem für seinen Strand.
Yyteri liegt etwa 17 Kilometer vom Stadtzentrum Poris entfernt. Der Strand erstreckt sich auf einer länge von sechs Kilometer an der Ostsee. Der Strand gilt in seiner Form als einer der größten in den nordischen Ländern.
Yyteri ist vor allem in den Sommermonaten ein beliebtes Ausflugsziel. Es gibt unter anderem ein Spa Hotel und einen 18-Loch-Golfplatz.
1965 gaben die Rolling Stones ein Konzert in Yyteri, das damals noch Teil der Landgemeinde Pori war.

## Galerie

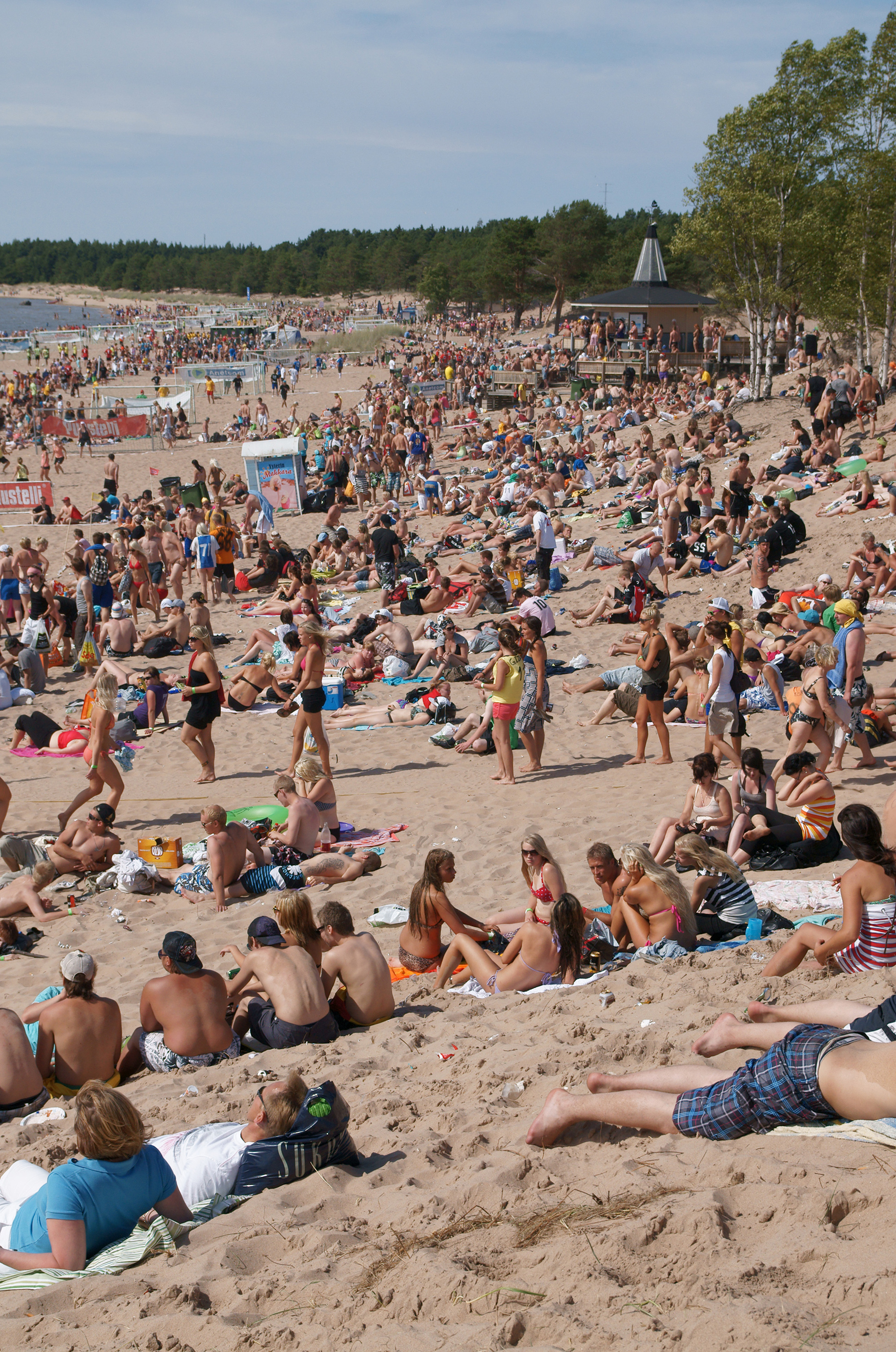
Beachfußballturnier, 2010
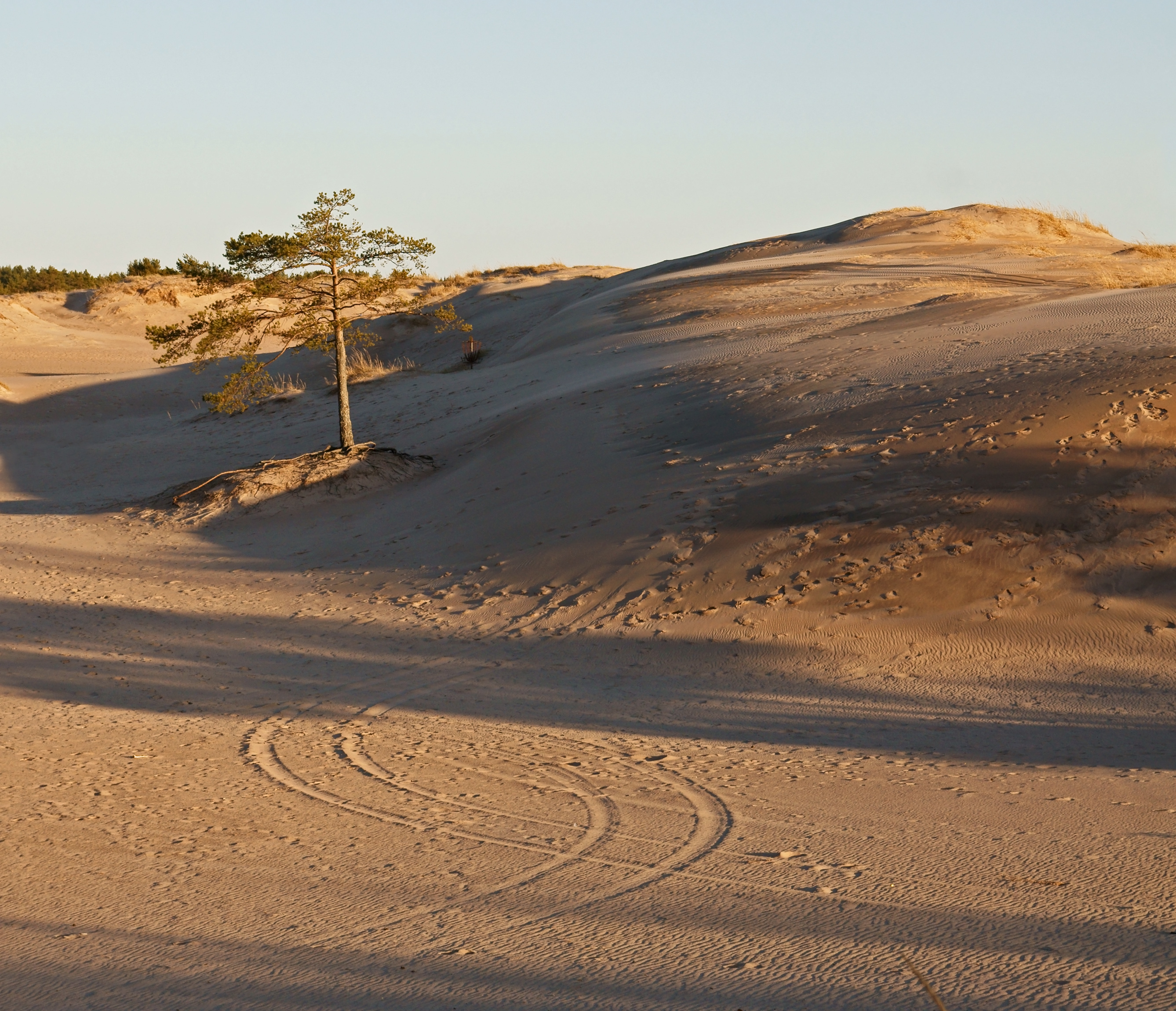
Eine Düne in Yyteri
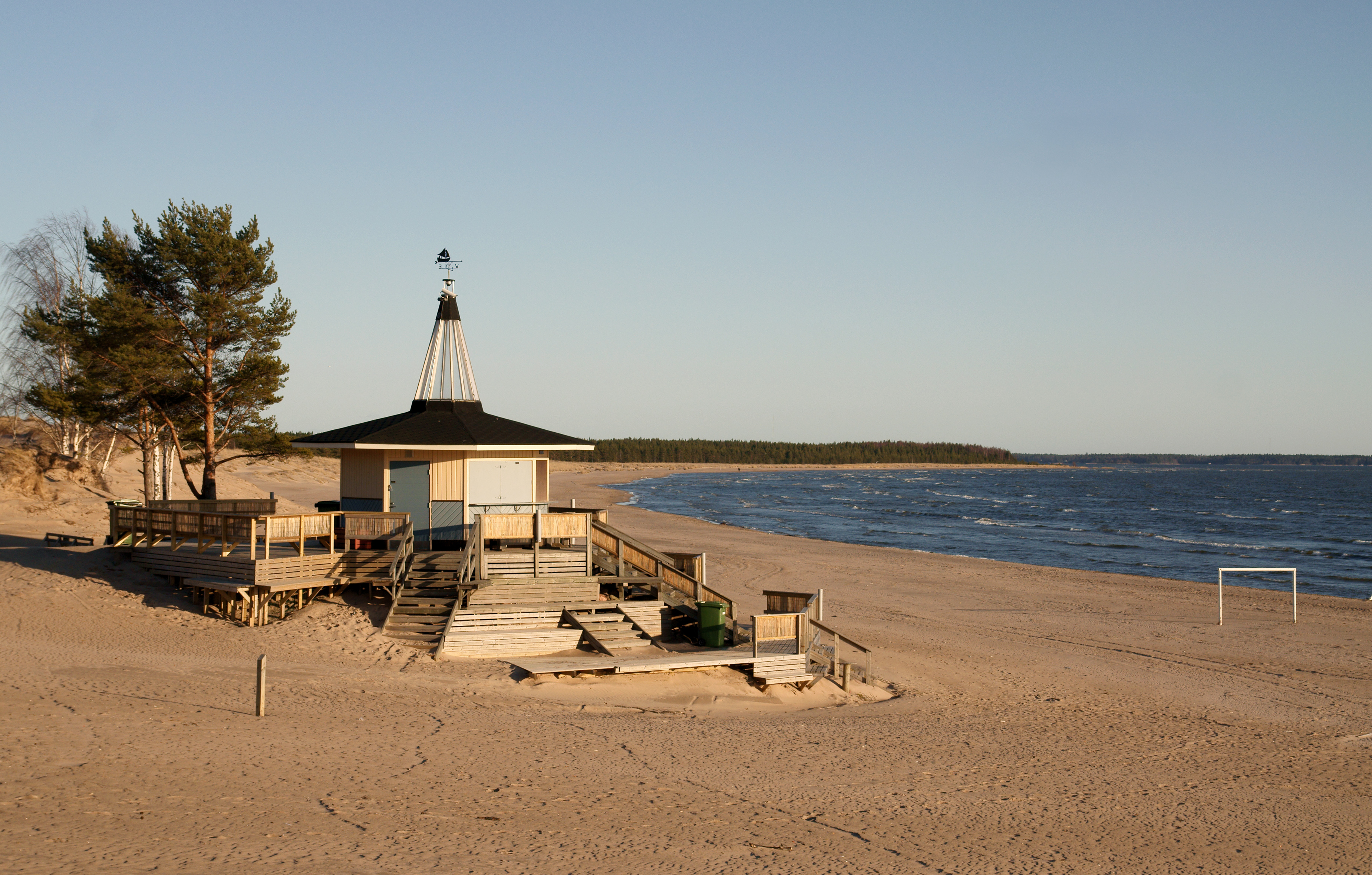
„Bikini Bar“, 2010
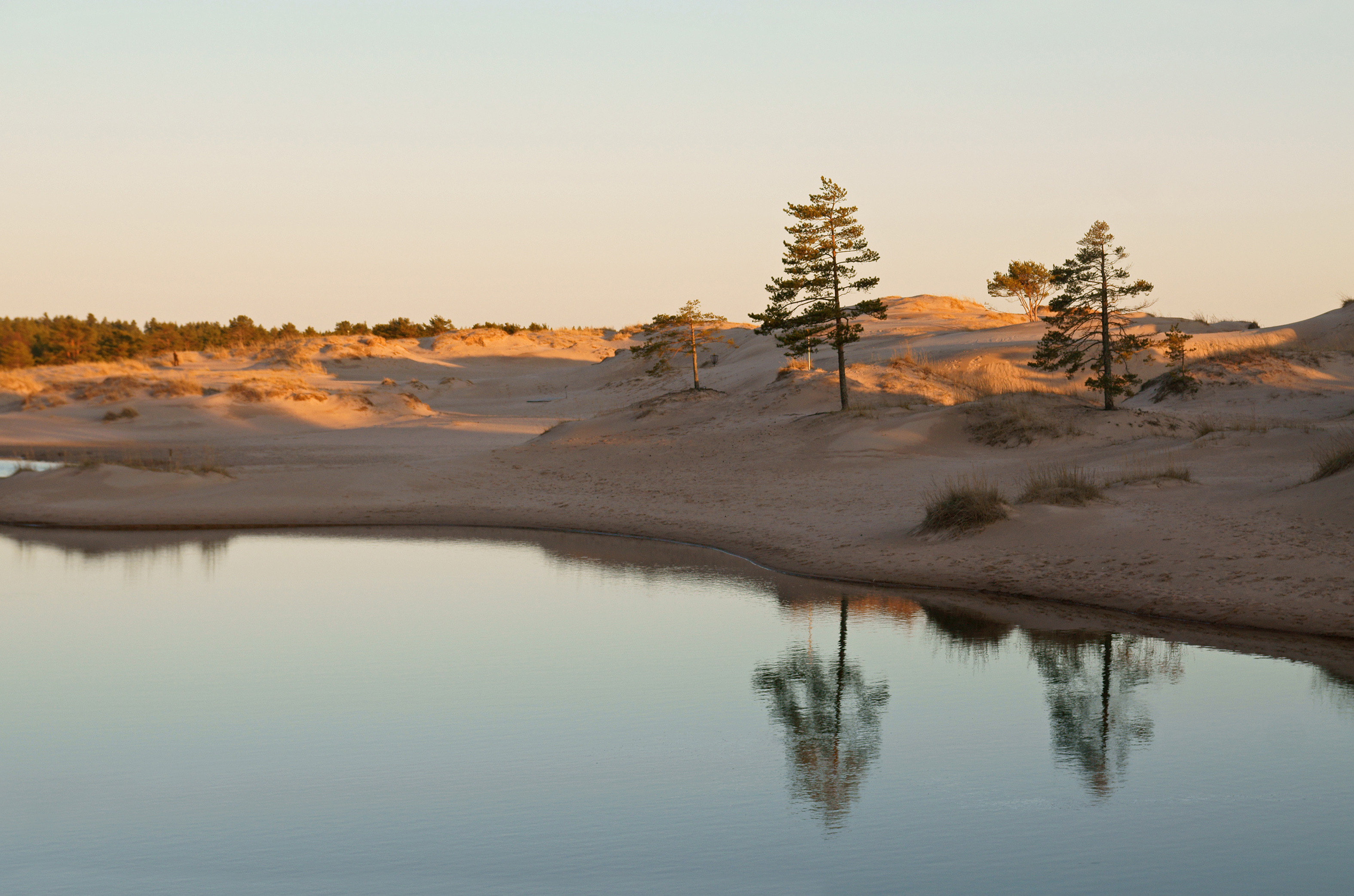
See in den Dünen
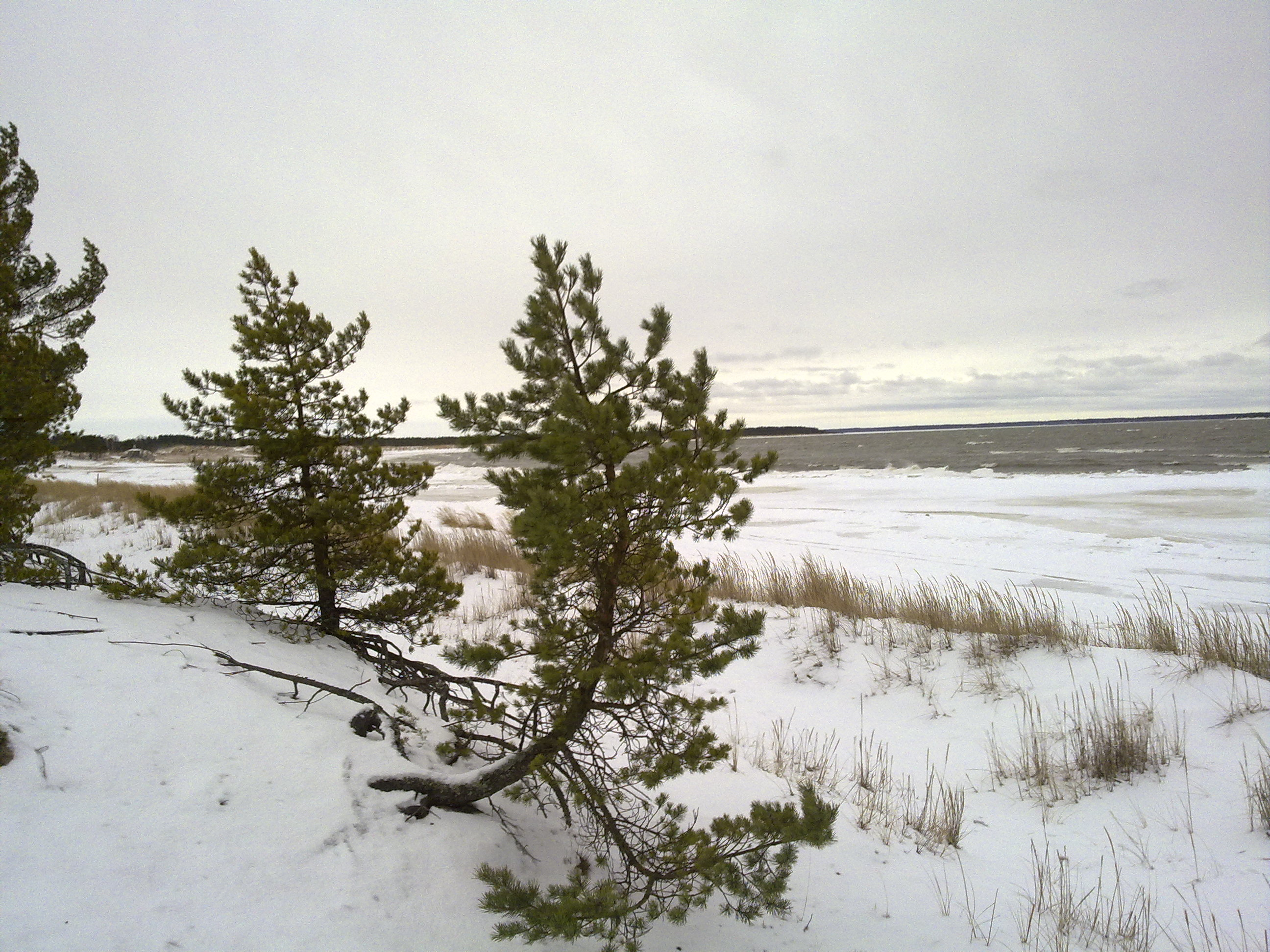
Der Strand im Januar